# Silnice I/40
Silnice I/40 je silnice I. třídy v Jihomoravském kraji v okrese Břeclav, spojující Mikulov a Břeclav. Je dlouhá 20,891 km.
Dříve se jednalo o část silnice II. třídy č. 414. Jako I/40 byl číslován úsek dnešní I/23 v Brně z Pisárek na D1. Teprve roku 1998 byla silnice povýšena na I. třídu a následně rekonstruována.
V úseku od Sedlce do Břeclavi vede silnice územím Valticka, které do roku 1920 patřilo do Dolních Rakous. Ve většině tohoto úseku také vede Lednicko-valtickým areálem. Silnice vede paralelně s železniční tratí č. 246, kterou 4x kříží (3x úrovňově a 1x podjezdem).

## Vedení silnice
- I/52
- Mikulov (obchvat)
  - Mikulovská alej
- odbočka Mušlov
- Sedlec
- Valtice, křížení s II/422
  - Boří les
- Břeclav-Poštorná, napojení na I/55
  - ulice Valtická; Hlavní; 1. máje